# 克恩布賴恩峰

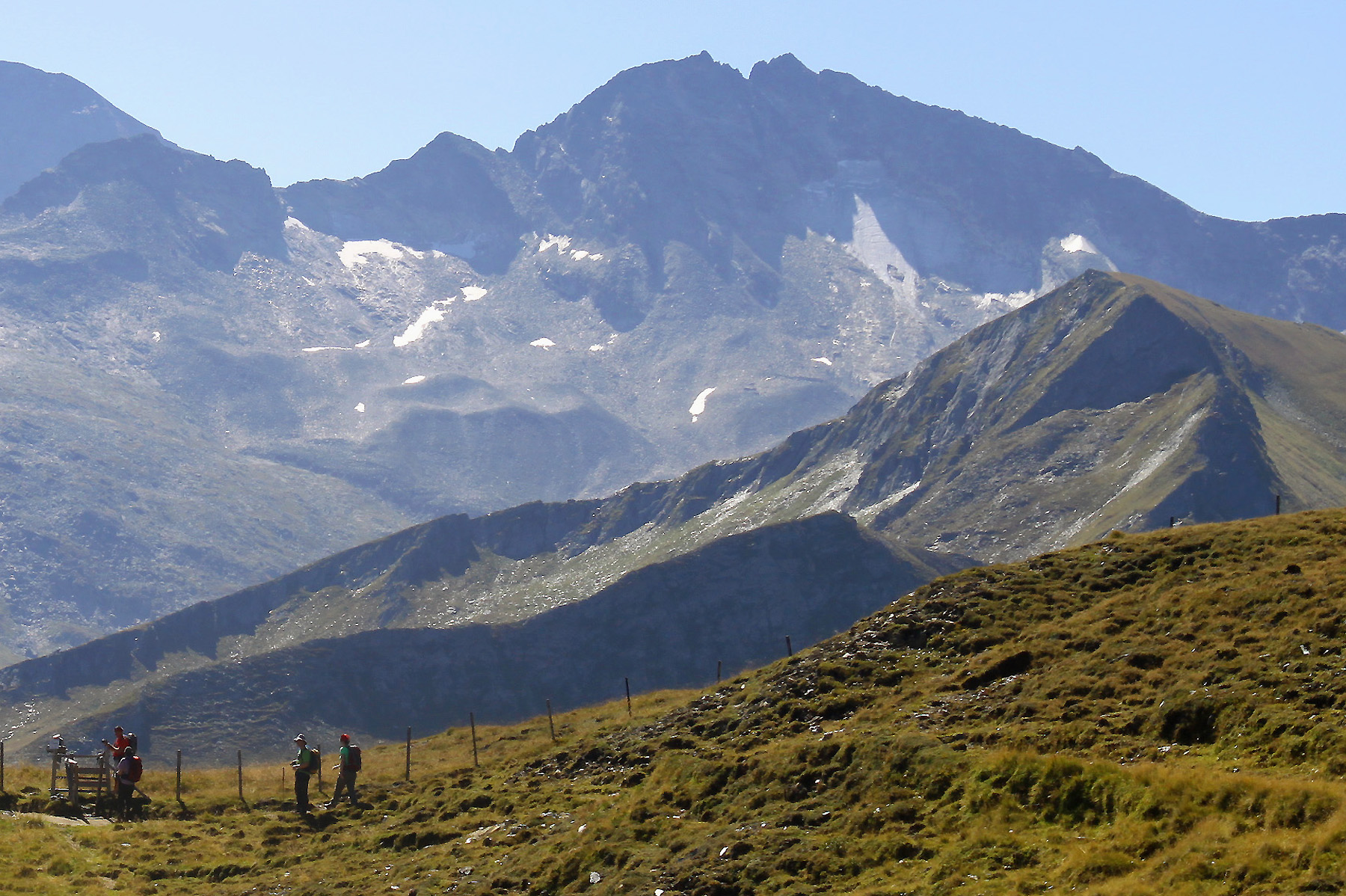

47°5′33″N 13°22′49″E / 47.09250°N 13.38028°E
克恩布賴恩峰（德語：Kölnbreinspitze），是奧地利的山峰，位於該國中部，處於克恩頓州和薩爾茨堡州接壤的邊界，屬於安科格爾山脈的一部分，距離大哈夫訥山3.7公里，海拔高度2,934米，人類在1893年8月7日首次登頂。